# Discografie van Tino Martin
Hieronder volgt de discografie van de Nederlandse zanger Tino Martin, met name zijn albums, zijn nummers met een notering in een hitlijst, zijn muziekdvd's en zijn Top 2000-noteringen. 

## Albums
| Album                                                  | Verschijnen       | Label      | Hitlijsten | Hitlijsten | Hitlijsten | Hitlijsten | Opmerkingen                        |
| Album                                                  | Verschijnen       | Label      | BE (VL)    | BE (VL)    | NL         | NL         | Opmerkingen                        |
| Album                                                  | Verschijnen       | Label      | Piek       | Weken      | Piek       | Weken      | Opmerkingen                        |
| ------------------------------------------------------ | ----------------- | ---------- | ---------- | ---------- | ---------- | ---------- | ---------------------------------- |
| Jij liet me vallen                                     | 2 oktober 2015    | NRGY Music | —          | —          | 5          | 24         | Studioalbum / Goud in Nederland    |
| Hét concert van mijn dromen - Live in de HMH           | 28 oktober 2016   | NRGY Music | —          | —          | 13         | 36         | Livealbum                          |
| Hoe ik het zie                                         | 9 juni 2017       | Studio One | 131        | 1          | 3          | 13         | Studioalbum                        |
| Het concert van mijn dromen XL - Live in de Ziggo Dome | 20 oktober 2017   | Studio One | —          | —          | 21         | 29         | Livealbum                          |
| In The Round - Live in de Ziggo Dome 2018              | 9 juni 2017       | Studio One | —          | —          | 48         | 4          | Livealbum                          |
| Thuis komen pas de tranen                              | 10 oktober 2018   | Studio One | —          | —          | 5          | 28         | Studioalbum                        |
| Voor iedereen                                          | 25 september 2020 | Studio One | 64         | 1          | 3          | 16         | Studioalbum / Platina in Nederland |
| Viva Las Vegas (Live in de Ziggo Dome 2022)            | 1 juli 2022       | Studio One | 194        | 1          | 19         | 2          | Livealbum                          |
| Onderweg naar jou (Live in Carré 2023)                 | 7 juli 2023       | Studio One | —          | —          | 68         | 2          | Livealbum                          |
| Dit is het levenslied                                  | 24 augustus 2023  | Studio One | 112        | 1          | 1 (1 wk)   | 8          | Studioalbum / Goud in Nederland    |

## Nummers met notering(en) in een hitlijst
| Lied                                                               | Verschijnen                                                | Album                                                 | Hitlijsten | Hitlijsten | Hitlijsten  | Hitlijsten  | Hitlijsten   | Hitlijsten   | Opmerkingen                |
| Lied                                                               | Verschijnen                                                | Album                                                 | BE (VL)    | BE (VL)    | NL (Top 40) | NL (Top 40) | NL (Top 100) | NL (Top 100) | Opmerkingen                |
| Lied                                                               | Verschijnen                                                | Album                                                 | Piek       | Weken      | Piek        | Weken       | Piek         | Weken        | Opmerkingen                |
| ------------------------------------------------------------------ | ---------------------------------------------------------- | ----------------------------------------------------- | ---------- | ---------- | ----------- | ----------- | ------------ | ------------ | -------------------------- |
| Hou me vast                                                        | 19 april 2016                                              | —                                                     | tip        | —          | —           | —           | —            | —            | Goud in Nederland          |
| Zij weet het                                                       | 3 oktober 2018 (liveversie) 9 november 2018 (studioversie) | Voor iedereen                                         | tip        | —          | 10          | 17          | 19           | 67           | Dubbelplatina in Nederland |
| Proost op het leven (met René Froger)                              | 29 augustus 2019                                           | —                                                     | —          | —          | tip22       | —           | —            | —            |                            |
| Loop niet weg (met Kris Kross Amsterdam en Emma Heesters)          | 7 februari 2020                                            | Voor iedereen                                         | —          | —          | 4           | 16          | 3            | 33           | Platina in Nederland       |
| Was sorry maar genoeg                                              | 29 mei 2020                                                | Voor iedereen                                         | —          | —          | tip7        | —           | —            | —            |                            |
| Je naam in de sterren (met Jan Smit)                               | 16 april 2021                                              | —                                                     | —          | —          | tip18       | —           | —            | —            |                            |
| Gabber (met Lil' Kleine)                                           | 18 september 2021                                          | —                                                     | —          | —          | tip13       | —           | 22           | 4            |                            |
| Hoe zeg ik jou dat het over is                                     | 18 februari 2022                                           | Dit is het levenslied                                 | —          | —          | tip25       | —           | —            | —            |                            |
| Vanavond (Uit m'n bol) (met Kris Kross Amsterdam en Donnie)        | 25 maart 2022                                              | Dit is het levenslied, De kibbelingsound (van Donnie) | —          | —          | 7           | 12          | 2            | 93           | Dubbelplatina in Nederland |
| Ik kan niet alleen zijn                                            | 17 maart 2023                                              | Dit is het levenslied                                 | —          | —          | tip23       | —           | —            | —            |                            |
| Hartslag van de stad (met Mart Hoogkamer)                          | 29 september 2023                                          | —                                                     | —          | —          | 18          | 18          | 13           | 45*          |                            |
| Zomer in m'n bol (met Kris Kross Amsterdam, Donnie en André Hazes) | 16 februari 2024                                           | —                                                     | —          | —          | tip8        | —           | 83           | 1            |                            |
| Voor je 't weet (met Anouk)                                        | 19 april 2024                                              | —                                                     | —          | —          | 15          | 12          | 42           | 14           | Alarmschijf                |

## Dvd's
| Muziek-dvd met eventuele hitnotering(en) in de Nederlandse Muziek Dvd Top 30 | Datum van verschijnen | Datum van binnenkomst | Hoogste positie | Aantal weken | Opmerkingen |
| ---------------------------------------------------------------------------- | --------------------- | --------------------- | --------------- | ------------ | ----------- |
| Het concert van mijn dromen - Live in de HMH                                 | 2016                  | 17-12-2016            | 1(7wk)          | 83           |             |
| Het concert van mijn dromen XL - Live in de Ziggo Dome                       | 2017                  | 28-10-2017            | 1(1wk)          | 65           |             |
| In the round - Live in de Ziggo Dome 2018                                    | 2018                  | 13-10-2018            | 2               | 25           |             |
| Live in het Olympisch Stadion                                                | 2019                  | 29-11-2019            | -               | -            |             |

## NPO Radio 2 Top 2000
| Nummer met noteringen in de NPO Radio 2 Top 2000 | '20  | '21  | '22  |
| ------------------------------------------------ | ---- | ---- | ---- |
| Zij weet het                                     | 1025 | 1564 | 1980 |

1. ↑  Een vetgedrukt getal geeft de hoogste notering aan.
2. ↑  2020 was het eerste jaar met een notering voor dit nummer.
3. ↑  Deze tabel is bijgewerkt tot en met de laatste editie (2024).